# Войнешть (Бреїла)
Войнешть, Войнешті (рум. Voinești) — село у повіті Бреїла в Румунії. Входить до складу комуни Мексінень.
Село розташоване на відстані 167 км на північний схід від Бухареста, 24 км на північний захід від Бреїли, 24 км на захід від Галаца.

## Населення
За даними перепису населення 2002 року у селі проживали 110 осіб, усі — румуни. Усі жителі села рідною мовою назвали румунську.